# 克拉夫茨多夫
克拉夫茨多夫（德語：Kraftsdorf）是德国图林根州的市镇，隶属于格赖茨县。总面积为41.24平方千米，截至2023年12月31日总人口为3,702人。

## 图库

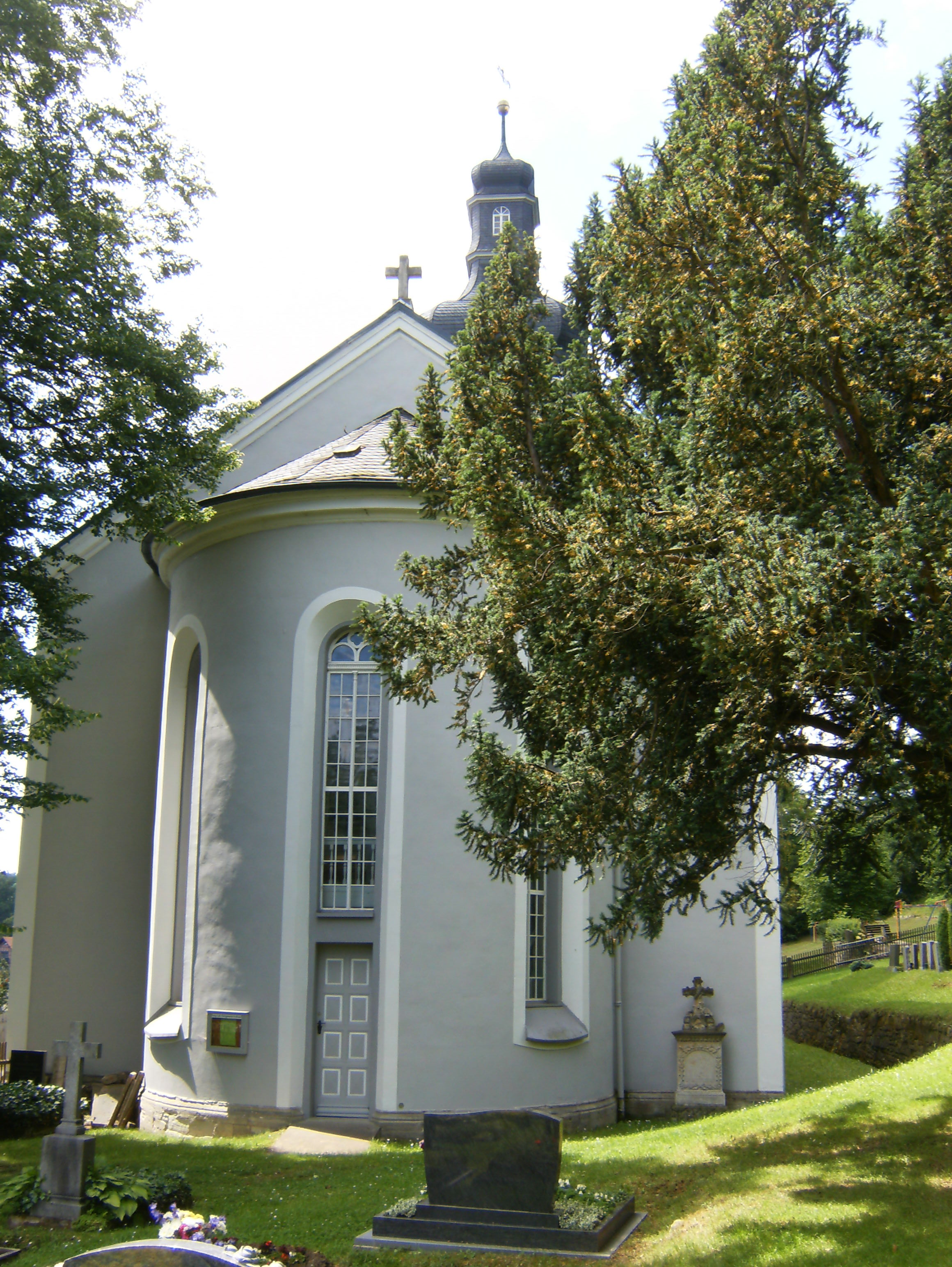
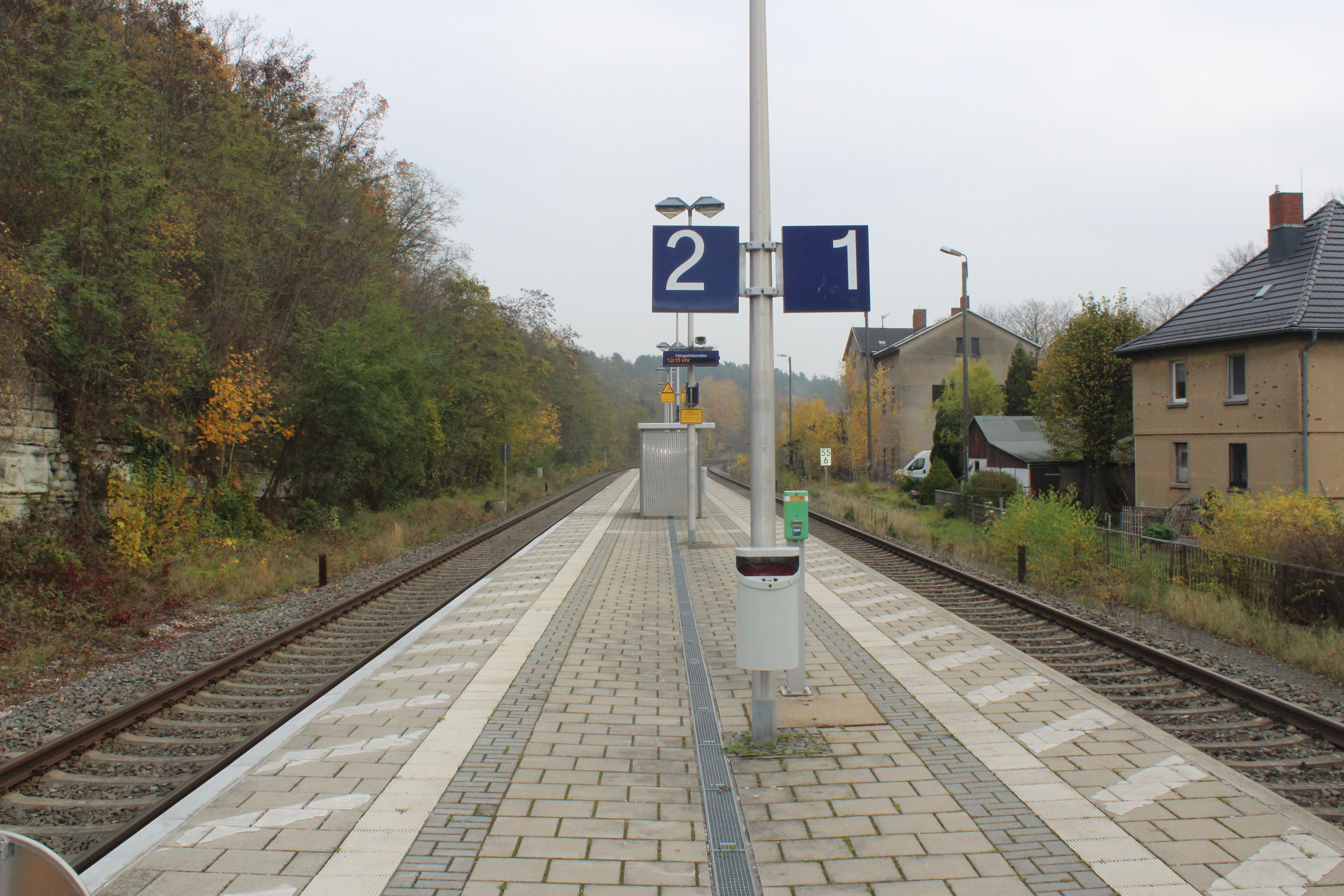